# Île de Maraone
L’île de Maraone est un îlot inhabité faisant partie de l'archipel des îles Égades, dans la mer Méditerranée. 
D’une superficie de 0,05 km2, Maraone est rattachée à la province de Trapani. Elle est située à l’ouest de Formica, à 6,8 km de la côte ouest sicilienne.

## Sources
- (it) Cet article est partiellement ou en totalité issu de l’article de Wikipédia en italien intitulé « Isola di Maraone » (voir la liste des auteurs).